# Moratinos
Moratinos – gmina w Hiszpanii, w prowincji Palencia, w Kastylii i León, o powierzchni 29,4 km². W 2011 roku gmina liczyła 67 mieszkańców.